# Pablo Lizama Riquelme
Pablo Lizama Riquelme (Santiago, 4 de junho de 1941) é prelado chileno da Igreja Católica Romana e arcebispo emérito de Antofagasta, a qual governou de 2004 a 2017. Serviu anteriormente também como bispo-prelado de Illapel, de 1985 a 1988; bispo auxiliar de Talca, de 1988 a 1991; bispo de Melipilla, de 1991 a 1999; bispo militar do Chile, de 1999 a 2004.

## Biografia
Nasceu em Santiago, capital do Chile, filho de Olga Riquelme Mora e Julio Lizama Villagrán, pais de mais cinco filhos. Estudou humanidades no Colégio Seminário Menor de Santiago. Efetuou curso de filosofia no Pontifício Seminário Maior e o de teologia, na Pontifícia Universidade Católica do Chile.
Recebeu o presbiterado em 6 de agosto de1967, das mãos de Dom Carlos González Cruchaga, então bispo de Talca. Realizou seu trabalho pastoral nas paróquias da Transfiguração do Senhor, São Raimundo, São José de Melipilla e Santo Turíbio de Mogrovejo e, paralelamente, serviu como capelão militar.
Entre 1977 e 1978, estudou teologia pastoral na Pontifícia Universidade de Salamanca, Espanha, entitulando-se bacharel em ciências teológicas.
O Papa João Paulo II nomeou-o bispo-prelado de Illapel em 19 de dezembro de 1985. À época, com 44 anos de idade, tornou-se o bispo mais jovem do episcopado chileno. Recebeu a sagração episcopal em 9 de março do ano seguinte, no Templo Votivo de Maipú, pelas mãos de Dom Juan Francisco Fresno Larraín, cardeal-arcebispo de Santiago do Chile, auxiliado por Dom Carlos González, bispo de Talca, e por Dom José Joaquín Matte Varas, bispo militar do Chile. Tomou como lema: Me hecho todo para todos, extraído da primeira carta de São Paulo ao povo de Corinto.
Dom Pablo foi empossado seis dias depois por Dom Bernardino Piñera Carvallo, arcebispo metropolita da La Serena, que desempenhava a função de administrador apostólico da prelazia, Illapel encontrava-se vacante havia mais de um ano desde a renúncia de seu primeiro bispo, Dom Frei Cirilo Polidoro Van Vlierberghe, OFM. Em 24 de fevereiro de 1988, o Sumo Pontífice removeu-o para a Diocese de Talca, como bispo auxiliar. Continuou, porém, como administrador apostólico de Illapel até setembro de 1989, quando deu posse ao novo prelado Dom Rafael de la Barra Tagle, SVD.
João Paulo II esolheu Dom Pablo para ser o primeiro bispo e fundador da recém-criada Diocese de Melipilla, tomando posse desta nova igreja em 1 de maio de 1991. Governou-a por quase nove anos, até que, em 3 de novembro de 1999, foi removido para o Ordinariato Militar do Chile. Sucedeu então a Dom Gonzalo Duarte García de Cortázar, SSCC, que já exercia concomitantemente a função de bispo de Diocese de Valparaíso.
Em 27 de fevereiro de 2004, foi elevado a arcebispo coadjutor da Arquidiocese de Antofagasta, para posteriormente assumi-la em dezembro, com a renúncia de Dom Paticio Infante Alfonso.
Como parte da Conferência Episcopal do Chile, foi membro da Comissão Pastoral, presidente da Área de Comunicações e presidente da Comissão Nacional do Clero.
Em 9 de outubro de 2012, tornou-se administrador apostólico da diocese sufragânea de Iquique, com a renúncia do então bispo Dom Marco Antonio Órdenez Fernández, acusado de abusar sexualmente de menores. Governou provisoriamente a diocese até 29 de março de 2014, quando deu posse ao novo bispo Dom Guillermo Patricio Vera Soto.
Após completar 75 anos de idade, como determina o Código Canônico, apresentou seu pedido de renúncia de suas funções ao Santo Padre. O Papa Francisco acatou seu pedido em 8 de junho de 2017, nomeando imediatamente seu sucessor na pessoa de Dom Ignacio Francisco Ducasse Medina, removido da Diocese de Valdivia, ao qual empossou solenemente em 26 de agosto seguinte.